# Aeroportul Wausau Downtown
Aeroportul Wausau Downtown (IATA: AUW, ICAO: KAUW, FAA LID: AUW) este un aeroport din Wisconsin, Statele Unite ale Americii ce deservește zona Wausau. Aeroportul a fost tranzitat în 2019 de 16 pasageri. A fost numit după zona deservită.
Situat la o altitudine de 366 m, aeroportul dispune de 2 piste.

## Infrastructură

### Piste
Aeroportul dispune de 2 piste. Pista 05/23 are suprafața de asfalt și dimensiunile 3.041 picioare × 100 picioare. Pista 13/31 are suprafața de asfalt și dimensiunile 5.200 picioare × 100 picioare. 